# The Beginner's Guide
The Beginner's Guide est un jeu vidéo d'aventure développé et édité par le studio Everything Unlimited, sorti en 2015 sur Windows, Mac et Linux.

## Scénario
The Beginner's Guide est un jeu vidéo narratif conçu par Davey Wreden, le créateur de The Stanley Parable. Il dure environ une heure et demie et n'a pas de mécanique traditionnelle, pas de buts ni d'objectifs. Au lieu de cela, il raconte l'histoire d'une personne qui lutte pour faire face à quelque chose qu'il ne comprend pas.

## Système de jeu
The Beginner's Guide est un jeu d'exploration en vue à la première personne, sans aucun réel gameplay autre que le déplacement, le saut ou le clic de la souris. Il est basé, comme son prédécesseur The Stanley Parable, sur le moteur Source de Valve.

## Accueil
À l'Independent Games Festival 2016, le jeu a été nommé pour le prix Nuovo et dans la catégorie Excellence en Narration. Il y a également reçu deux mentions honorables, pour le Grand prix Seumas-McNally et dans la catégorie Excellence en Son.